# Sulz im Weinviertel
Sulz im Weinviertel est une commune autrichienne du district de Gänserndorf en Basse-Autriche, dans le Weinviertel.

## Histoire
- Musée des Huttéristes de Niedersulz (de)